# Агуадо, Педро де
Педро де Агуадо (исп. Fray Pedro de Aguado; 1513, Вальдеморо, Испания — около 1608) — испанский историк, этнограф и священник, миссионер-францисканец в Королевстве Новая Гранада (Колумбия). Как свидетель завоевания Южной Америки написал «Исторический Сборник», изданный посмертно.

## Биография

### Ранние годы
Известно, что он родился в Вальдеморо, и что он крестился 23 января 1513. Иногда приводится 1538 год, как дата его рождения. Он принадлежал к семье, имевшей большое экономическое и общественное влияние. Но не известно, когда он стал священником и о других сведениях из его жизни перед тем, как он отправился в Америку, так как сведений не сохранилось ни в местной церкви, ни в муниципалитете.

### Обучение
Историк Педро Симон упоминает о том, что Агуадо обучался теологии и математике, но в его собственной книге сведений о математике и астрономии не обнаруживается.
По вопросам истории Агуадо в своей работе цитирует несколько народов древности (вавилонян, содомитов, евреев, египтян, греков и римлян); нескольких императоров и героев (Гектор, Одиссей, Александр Великий, Юлий Цезарь, Помпей, Траян, Октавиан) и нескольких историков (Тит Ливий, Светоний, Геродот, Фригий, Полибий, Фретульфий Рабанус). Его цитаты, правда, не позволяют отнести его к учёным. По вопросам права и теологии он приводит обычные для того времени представления о конкисте, энкомьенде, евангелизации индейцев, и у него не встречаются цитаты теологов и юристов.

### Переезд в Америку
Педро де Агуадо, как монах-францисканец, переехал в Новый Свет в 1561 году. Он составлял часть группы из 50 священников, которых привёл монах Луис Сапата, назначенный тогда комиссаром-реформатором францисканского Ордена в Перу. 4 февраля 1561 писцом Торгового Дома Севильи составлена учётная запись о расходах на содержание для этих священников.
Агуадо добрался до Нового Королевства Гранада, поднявшись по реке Магдалена с другими пятью священниками, и с того времени началась его работа в качестве миссионера, проповедующего Евангелие индейцам. 12 июня 1562 года в письме различных священников из Санта-Фе присутствует подпись Агуадо.

### Приходской священник
Он был приходским священников у индейцев из Когуа, Немеса и Песа (Cogua, Nemeza и Peza) в течение двух лет; и известно, согласно недавно обнаруженному документу, он также был им в Боса (Bosa). Он ознакомился с провинцией Панче (Panche) и вероятно, что он посетил город Картахена, но уже в качестве Главы Провинциального Ордена.

### Глава Провинциального Ордена
О его остальной деятельности известно, что он был, дважды, прелатом монастыря, в Санта-Фе и, возможно, в Тунха. В 29 июня 1573 года его назначили Главой Провинциального Ордена Сан Франсиско; два года спустя (13 января 1575 года он получил разрешение на отплытие в Королевской Аудиенции) он вернулся на родину, в Испанию для подачи петиции Главе Ордена с просьбой направить 20 священников для евангелизации индейцев; он поселился в монастыре Святого Франсиско в Мадриде.

### Возвращение в Америку
В 1583 году он получил разрешение вернуться в Америку и в 1585 году уже находился в Санта-Фе-де-Богота (Колумбия).

### Смерть
Дата и место смерти неизвестны.

## Произведения
Педро де Агуадо был свидетелем многих происшествий, случившихся за время испанского завоевания Южноамериканского континента, и написал об этом свой «Исторический Сборник» («Recopilación Historial»), который посвятил Филиппу II. В 1579 году его работа была представлена Совету Индий для выдачи разрешения на публикацию. В 1581 и 1582 годах он получил такие разрешения, но книга не была издана и его рукопись видели Гарсиласо де ла Вега в Кордобе, а Леон Пинело обнаружил её в библиотеке Хуана де Сальдьерна.
Однако, его работа была напечатана после его смерти в двух частях. Они были названы:
- «Historia de Santa Marta y Nuevo Reino de Granada» (1906)
- «Historia de Venezuela» (1913).

В своей книге Педро Агуадо рассказал о событиях, которые пережили как испанцы, так и местные индейцы. Поскольку его материалы носят характер непосредственного участника событий, то эти книги были повторно изданы Испанской Академией Истории в 1916—1918 года.
По стилю его произведения «далеко не сервантовские. Местами излишне многословны, наполнены гонгоризмами, монотонно и тяжеловесно».